# Xysmalobium gerrardii
Xysmalobium gerrardii är en oleanderväxtart som beskrevs av S. Elliot. Xysmalobium gerrardii ingår i släktet Xysmalobium och familjen oleanderväxter. Inga underarter finns listade i Catalogue of Life.